# Jean-Marc Cochereau
Pour les articles homonymes, voir Cochereau.
Jean-Marc Cochereau, né le 25 novembre 1949 à Neuilly-sur-Seine et mort le 10 janvier 2011 à Orléans, est un chef d’orchestre français.
Diplômé du Conservatoire national supérieur de musique de Paris, il a dirigé de nombreux orchestres symphoniques de grande renommée, réalisé des enregistrements pour la Radiodiffusion française, dirigé des orchestres régionaux ainsi que des productions lyriques en France et au Canada. Il s’est par la suite pleinement investi dans la formation des orchestres de jeunes.

## Biographie
Né en 1949, Jean-Marc Cochereau est le fils de l’organiste Pierre Cochereau. Il étudie la musique (le piano) dès l’âge de 5 ans au conservatoire de Nice, et entre au Conservatoire national supérieur de musique de Paris, où il obtient un prix d’harmonie et le premier prix de direction d’orchestre à l’unanimité.
Dans le cadre du Festival de musique sacrée de Nice, auquel il a collaboré six années, il obtient en 1976 le Grand Prix du disque pour son enregistrement de Jeanne d’Arc au bûcher d’Arthur Honegger, qui est d’ailleurs le premier enregistrement stéréo de cette œuvre. 
Il collabore ensuite régulièrement avec la RAI italienne, et y produit à nouveau Jeanne d’Arc au bûcher, ainsi que l’Enfance du Christ, le Te Deum d’Hector Berlioz et le Gloria de Francis Poulenc.
Avec l’Opéra du Rhin, il travaille au début des années 1980 à une représentation de Carmen de Bizet et une production télévisée du Fra Diavolo d’Auber. 
Invité par l’orchestre philharmonique de Los Angeles, il participe en 1984 au concert inaugural du grand orgue de la Crystal Cathedral.
En 1987, il devient directeur musical de l’Orchestre symphonique d’Orléans. Il enregistre le Requiem de Camille Saint-Saëns pour le label Solstice.
Parallèlement, il est successivement directeur des conservatoires de Saint-Raphaël, Valence, Orléans et Tours (à partir de 2001). 
Il se spécialise dans la formation des orchestres de jeunes, et dirige avec Erik Krüger et le Théâtre musical de Touraine, l’Orchestre régional des Jeunes du Centre qui a produit plusieurs opéras dont Pelléas et Mélisande de Debussy et Faust de Gounod.
Il meurt d’une crise cardiaque à Orléans, pendant une répétition, le 10 janvier 2011, au moment de donner le départ du deuxième mouvement, Marche funèbre, de la troisième symphonie, dite Eroica (la Symphonie héroïque), de Ludwig van Beethoven,,.